# Zavarovalnica Sava Portorož 2021
WTA Slovenia Open 2021 (còn được biết đến với Zavarovalnica Sava Portorož vì lý do tài trợ) là một giải quần vợt WTA 250 thi đấu trên mặt sân cứng ngoài trời. Đây là lần thứ 7 Giải quần vợt Slovenia Mở rộng được tổ chức. Giải đấu diễn ra tại Tennis Club Portorož ở Portorož, Slovenia từ ngày 13 đến ngày 19 tháng 9 năm 2021.

## Nội dung đơn

### Hạt giống
| Quốc gia | Tay vợt           | Xếp hạng1 | Hạt giống |
| -------- | ----------------- | --------- | --------- |
| CRO      | Petra Martić      | 32        | 1         |
| KAZ      | Yulia Putintseva  | 33        | 2         |
| USA      | Alison Riske      | 35        | 3         |
| ROU      | Sorana Cîrstea    | 39        | 4         |
| SLO      | Tamara Zidanšek   | 40        | 5         |
| UKR      | Dayana Yastremska | 51        | 6         |
| SWE      | Rebecca Peterson  | 54        | 7         |
| CRO      | Donna Vekić       | 57        | 8         |

- Bảng xếp hạng vào ngày 30 tháng 8 năm 2021.[2][3]

### Vận động viên khác
Đặc cách:
- Živa Falkner
- Pia Lovrič
- Nika Radišić

Vượt qua vòng loại:
- Katie Boulter
- Lucia Bronzetti
- Cristiana Ferrando
- Aleksandra Krunić
- Viktória Kužmová
- Tereza Mrdeža

### Rút lui
Trước giải đấu
- Paula Badosa → thay thế bởi  Sara Errani
- Anna Blinkova → thay thế bởi  Jaqueline Cristian
- Caroline Garcia → thay thế bởi  Kristína Kučová
- Polona Hercog → thay thế bởi  Kaja Juvan
- Daria Kasatkina → thay thế bởi  Ana Konjuh
- Elena-Gabriela Ruse → thay thế bởi  Anna Kalinskaya
- Sara Sorribes Tormo → thay thế bởi  Jasmine Paolini

## Nội dung đôi

### Hạt giống
| Quốc gia | Tay vợt           | Quốc gia | Tay vợt                   | Xếp hạng1 | Hạt giống |
| -------- | ----------------- | -------- | ------------------------- | --------- | --------- |
| SLO      | Andreja Klepač    | SLO      | Tamara Zidanšek           | 101       | 1         |
| SRB      | Aleksandra Krunić | NED      | Lesley Pattinama Kerkhove | 144       | 2         |
| KAZ      | Anna Danilina     | HUN      | Fanny Stollár             | 198       | 3         |
| POL      | Katarzyna Piter   | GBR      | Heather Watson            | 231       | 4         |

- 1 Bảng xếp hạng vào ngày 30 tháng 8 năm 2021.

### Vận động viên khác
Đặc cách:
- Tina Cvetkovič /  Ela Nala Milić
- Živa Falkner /  Pia Lovrič

### Rút lui
Trước giải đấu
- Mihaela Buzărnescu /  Katarzyna Piter → thay thế bởi  Katarzyna Piter /  Heather Watson
- Harriet Dart /  Renata Voráčová → thay thế bởi  Danka Kovinić /  Renata Voráčová
- Katarzyna Kawa /  Tereza Mihalíková → thay thế bởi  Anna Kalinskaya /  Tereza Mihalíková
- Monica Niculescu /  Elena-Gabriela Ruse → thay thế bởi  Rutuja Bhosale /  Emily Webley-Smith

## Nhà vô địch

### Đơn
- Jasmine Paolini đánh bại  Alison Riske, 7–6(7–4), 6–2

### Đôi
- Anna Kalinskaya /  Tereza Mihalíková đánh bại  Aleksandra Krunić /  Lesley Pattinama Kerkhove, 4–6, 6–2, [12–10]